# Vùng hoang dã ở Tasmania
Vùng hoang dã Tasmania là một Di sản thế giới nằm trên đảo Tasmania, Úc. Đây là một trong những khu vực bảo tồn lớn nhất ở Úc, với diện tích lên tới 15.800 km², gần 20% diện tích của Tasmania. Đây cũng là một trong những vùng hoang dã ôn đới cuối cùng trên thế giới, bao gồm cả Vùng hoang dã Tây Nam. Năm 2014, chính phủ của thủ tướng Tony Abbott đề xuất hủy bỏ danh hiệu Di sản thế giới của Vùng hoang dã Tasmania để tạo điều kiện cho việc khai thác gỗ trong các khu rừng được bảo vệ. Đây là lần đầu tiên một quốc gia phát triển đưa ra ý kiến này vì mục đích kinh tế. Cũng trong năm, Ủy ban Di sản thế giới đã từ chối ý kiến trên.

## Khu vực địa lý
Các Vườn quốc gia và khu bảo tồn sau đây nằm trong Vùng hoang dã ở Tasmania:
- Khu bảo tồn Cao nguyên Trung tâm
- Vườn quốc gia núi Cradle-hồ St Clair
- Khu dự trữ bang Devils Gullet
- Vườn quốc gia Sông Franklin-Gordon Wild
- Vườn quốc gia Dãy núi Hartz
- Vườn quốc gia Mole Creek Karst
- Đảo chim nhỏ Đông Nam Mutton
- Vườn quốc gia Tây Nam Tasmania
- Vườn quốc gia Bức tường của Jerusalem
- Vườn quốc gia Núi Field